# وزارة العدل (إيران)
وزارة العدل (بالفارسية: وزارت دادگستری) هي وزارة من وزارات حكومة الجمهورية الايرانية الاسلامية المسؤولة في متابعة حالات الحكومة. وبعبارة أخرى، فإن وزير العدل هو المدعي العام للبلاد. ومع ذلك، ليس لديه علاقة بالشرطة.

## تاريخ
تم افتتاح مبنى الوزارة عام 1938 وهو يعكس الطراز المعماري الأوروبي.

## مشاريع أخرى
- Wikimedia Commons contiene immagini o altri file su Ministero della giustizia

## روابط خارجية
| مراقبة السلطة | VIAF ( EN ) 146666297 · LCCN (EN) n86106582 |

Categoria:Voci con codice VIAF
Categoria:Voci con codice LCCN
Categoria:Voci non biografiche con codici di controllo di autorità